# Pfarrkirche Unterpetersdorf

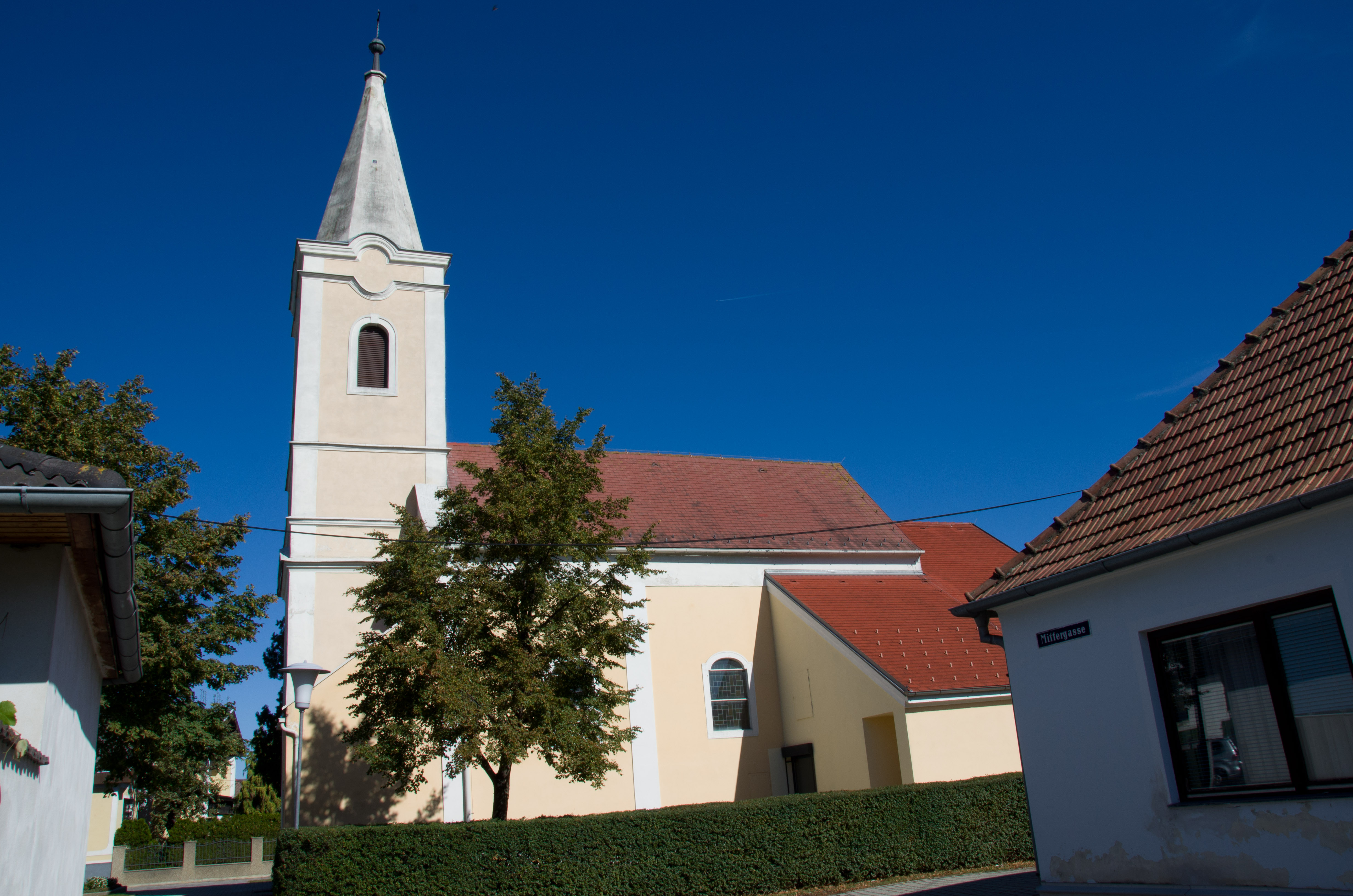
Kath. Pfarrkirche hl. Rosalia in Unterpetersdorf

Die römisch-katholische Pfarrkirche Unterpetersdorf steht an der Deutschkreutzer Straße in der Ortschaft Unterpetersdorf der Gemeinde Horitschon (ungarisch Haracsony, kroatisch Haračun) im Bezirk Oberpullendorf im Burgenland. Sie ist der heiligen Rosalia geweiht und gehört zum Dekanat Deutschkreutz. Die Kirche steht unter Denkmalschutz.

## Geschichte
Die klassizistische Kirche wurde 1788 errichtet und 1965 um einen Zubau erweitert. 1939 wurde sie zur Pfarrkirche erhoben. 

## Architektur und Ausstattung
An die Westfassade der Kirche schließt ein dreigeschoßiger Turm mit geschweiftem Giebel und achteckigem Pyramidenhelm an. Im Keilstein des Westportals sind die Restaurierungsdaten 1855–1928 angegeben. An das zweijochige Kirchenschiff wurde 1965 ein verbreiterter Chorteil unter einem Zeltdach angebaut. Über dem älteren Schiff ist ein Platzlgewölbe zwischen Gurtbögen, die auf Pilastern ruhen. Die Westempore aus Holz lagert auf zwei Säulen. An der Altarwand hängt ein Kruzifix aus Holz aus dem 19. Jahrhundert. Die Orgel aus 1894 wurde von Gebrüder Rieger mit 6 Registern gebaut.